# Всероссийское общество глухих
Всероссийское общество глухих (ВОГ) — общероссийская общественная организация людей-инвалидов с полной или значительной потерей слуха.
Общероссийская общественная организация инвалидов «Всероссийское общество глухих» (ВОГ) была создана в РСФСР (СССР) в 1926 году.
Главная задача ВОГ: защита законных прав и интересов граждан Российской Федерации с нарушениями слуха, их социальная реабилитация и интеграция в современное общество, обеспечение равных с другими гражданами возможностей.
ВОГ является членом Всемирной федерации глухих (ВФГ). Президент ВОГ является членом Совета ВФГ, директором Регионального секретариата ВФГ по странам Восточной Европы и Средней Азии.
Всероссийское общество глухих оказывает помощь и содействие людям с нарушениями слуха, вне зависимости от их членства в ВОГ.
С 2007 года ОООИ ВОГ имеет консультационный статус при Экономическом и социальном совете ООН (ЭКОСОС)

## История
После прихода социалистов к власти 7 августа 1925 года состоялось первое собрание ВОГ в Москве в помещении центрального рабочего клуба глухих, на нём присутствовало 227 человек. В повестке дня был доклад П. А. Савельева «Будущее глухонемых и организация „ВОГ“». Собрание поручило заняться популяризацией идеи ВОГ и подготовить материалы к предстоящему Всесоюзному совещанию глухонемых, а также избрало временное бюро для организации Московского общества глухонемых в составе С. Соколова, Е. Кузнецова, Э. Тотьмянина, С. Иванова, Петрова и Юрьева.
Коллегия Народного комиссариата социального обеспечения (НКСО) постановила созвать Всероссийское совещание глухонемых, которое и состоялось 21-25 сентября 1926 года в Москве. Позже его стали называть первым съездом ВОГ. На совещании были избраны члены совета ВОГ (П. А. Савельев, С. И. Соколов, Э. М. Тотьямин, Н. Н. Минаков, Н. М. Крылов , П. П. Демчев, М. С. Минцлова- Пиотровская, А. Н. Калугина, Д. Л. Маркович) и ревизионной комиссии (Е. Е. Журомский, М. П. Калашникова, В. Г. Стасенко, А. С. Колмазнин, И. К. Лабунский). Председателем правления совета был единогласно избран Павел Алексеевич Савельев, ревизионной комиссии — Е. Журомский. Устав организации был утверждён 19 октября 1926 года коллегией НКСО.
16 января 1927 года в рабочем клубе глухонемых состоялось общее собрание членов Московского объединения глухонемых, которые проголосовали за преобразование объединения в Московский отдел ВОГ. Председателем совета и правления Московского отдела ВОГ был избран С. И. Соколов. На заседаниях правления были утверждены следующие отделы: Сызранский, Самарский, Калужский, Уфимский, Казанский, Таганрогский, Саратовский, Московский, Донской, Читинский и Тульский. Орловский отдел ВОГ был организован 23 января 1927 года. В марте 1927 года в Нижнем Новгороде состоялось первое объединённое собрание всех глухонемых города Канавина, Сормова и рабочих посёлков, на котором был организован Нижнегородский губотдел ВОГ и избрано его правление во главе с Г. Р. Вагановым.
С 10 по 13 мая 1927 года в Москве состоялась 2-я сессия совета ВОГ. В октябре того же года Ленинградский губотдел был преобразован в Северо-Западный областной отдел ВОГ с подчинением ему всех окружных отделов, входящих в Северо-Западную область.
В Сталинграде в сентябре 1925 года М. П. Ерёмина с группой выпускников школы из числа сирот организовала Трудовую коммуну глухонемых. В октябре 1927 г. на учёте Астраханского городского отдела ВОГ имелось 170 человек. В марте 1928 г. начал роботу драмкружок в составе 8 человек; участники работали над постановкой драматической пантомимы на основе пьесы «5 ночей».
10-14 февраля 1928 года начался 3-й пленум совета ВОГ. В апреле 1928 были организованы и утверждены правлением ВОГ Терский отдел в Пятигорске и Рязанский отдел ВОГ. Летом того же года были созданы отделы в Новосибирске, Свердловске, Перми, Вятке и Вологде, а Смоленский горотдел переименован в губотдел. В ноябре 1928 г. на первой Саратовской окружной конференции глухонемых, в связи с районированием Нижне-Волжской области, отдел ВОГ бы реорганизован из губернаторского в окружной.
На 1 октября 1928 года имелось 5 отделов в автономных республиках и областях, 40 губокружных и 11 уездных — всего 56 отделов, в которые было вовлечено 6526 глухих и 1081 слышащий. В январе 1929 г. ВОГ насчитывало 64 отдела, объединявших 8627 членов. В 73 артелях и мастерских ВОГ было занято 1228 человек
25-30 января 1929 года прошло второе Всероссийское совещание уполномоченных ВОГ. 12 мая был организован Республиканский отдел ВОГ немцев Поволжья. 7 июня 1929 г. этот отдел был утверждён на заседании Правления ВОГ, как и Красноярский окружной отдел ВОГ. В июне 1929 г. было уже более 10 тысяч членов ВОГ объединённых в 82 отделах.
26 октября 1929 г. Совет народных комиссаров РСФСР принял постановление «По докладу ВОГ о его деятельности»- о необходимости широкого вовлечения глухих в государственную деятельность. 2-е Всероссийское собрание уполномоченных ВОГ, названное позже Вторым съездом, работало 25-30 января 1929 года.
Вечером 7 сентября 1995 года в подъезде своего дома (Таллиннская улица, 5) двумя выстрелами в затылок был убит председатель правления Московского городского общества глухих, член президиума Всероссийского общества глухих Игорь Абрамов.

## Структура
ВОГ насчитывает в своих рядах около 100 000 человек, из которых 95 % являются инвалидами с нарушениями слуха.
Общероссийская общественная организация инвалидов «Всероссийское общество глухих» включает в себя 76 региональных отделений и 878 отделений местных, которые обслуживают около 230 000 граждан страдающих глухотой. Первичные ячейки организации есть во всех субъектах Российской Федерации.
Структура «Всероссийского общества глухих» включает 35 социально-реабилитационных предприятий, которые решают проблемы профподготовки и трудоустройства инвалидов, финансируют уставную деятельность учреждений и организаций ВОГ. В систему Общества входят также 52 региональных и 182 местных учреждений социально-культурного назначения, а также Театр мимики и жеста (Москва), Учебно-методический центр Всероссийского общества глухих, санаторно-курортное учреждение «Маяк» в Сочи, прочие базы отдыха и туризма по всей стране.

## Руководство
- Президент — Бочков Александр Александрович[2]
- Первый вице-президент — Лазурко Станислав Викторович[2]
- Исполнительный директор — Зуйков Денис Александрович[2]

Главным правящим органом «Всероссийского общества глухих» является Съезд ВОГ.

## Печатные издания
Под патронажем ВОГ издаётся журнал «В едином строю», выходят газеты «Мир глухих» (Москва) и «Волна» (Санкт-Петербург) общим тиражом 55 000 экземпляров. Также при ВОГ издаётся литература, связанная с проблемами глухоты и знакомящая своих читателей с творчеством инвалидов по слуху.

## Награды
- Орден «Знак Почёта» (1976 год).
- Грамоты и благодарности руководства СССР и КПСС, РСФСР и РФ.